# Блинков, Всеволод Константинович
Всеволод Константинович Блинков (10 декабря 1918, Ново-Николаевск, Томская губерния — 30 сентября 1987, Москва) — советский футболист и хоккеист, тренер.

## Биография
Воспитанник команды техникума физкультуры в Новосибирске (1934—35). Один из лучших полузащитников послевоенных лет. Исключительно выносливый и трудолюбивый, выделялся ловкостью, высокой скоростью, самоотверженностью, хорошей позиционной игрой, пониманием партнёров. Обладал неиссякаемой энергией, особенно активен был в атаке. Владел поставленным ударом с правой ноги.
Выступал за команду «Динамо» (Новосибирск) — 1936—1939. В московском «Динамо» дебютировал 2 июля 1940 года с ЦДКА. Матч состоялся на стадионе «Динамо» и закончился со счётом 2-1 в пользу «Динамо».
Чемпион СССР 1940, 1945 и 1949 годов. Второй призёр чемпионатов 1946, 1947, 1948, 1950 годов; третий призёр чемпионата 1952 года. Финалист Кубка СССР 1945, 1949 и 1950 годов. Участник знаменитого турне по Великобритании. Капитан команды 1945, 1952 год. Чемпион Москвы 1942 (весна).
Великолепно играл нападающим в хоккей и хоккей с мячом, был многократным чемпионом страны в этих видах спорта, выступал за сборные страны и Москвы. Включался в список 22 лучших игроков сезона по хоккею с мячом (1951, 1952, 1954).
Начало тренерской работы — октябрь 1953 года. Образование — высшее физкультурное. Окончил в 1955 году школу тренеров при ГЦОЛИФКе.
Годы тренерской работы в московском «Динамо»: старший тренер команды — 1961 год. Тренер команды — 1953 (с октября) — 1960, 1962—1964. В 1977—1978 годах был начальником команды.
Был помощником Михаила Якушина и Александра Пономарёва. В этом качестве причастен ко всем победам команды в 1950-е — начале 1960-х годов. Особо большая его заслуга в достижениях дублирующего состава команды — чемпиона 1957 и многократного призёра чемпионатов. Под его началом делали шаги в большой футбол Анатолий Коршунов, Генрих Федосов, Адамас Голодец, Валерий Урин, Дмитрий Шаповалов, Игорь Численко, Валерий Короленков, Эдуард Мудрик, Георгий Рябов и многие другие воспитанники динамовского дубля.
Начальник (1975—1976) и старший тренер отдела футбола и хоккея московского городского совета общества «Динамо» (1979—1984). Директор хоккейной СДЮШОР «Динамо» (1985—1987).
Похоронен на Ваганьковском кладбище.

## Семья
Отец — Константин Блинков. Дядя — Владимир Блинков.
Жена — Юлия Блинкова, сын — Алексей Блинков.

## Достижения
Как футболист
- Чемпион СССР (3): 1940, 1945, 1949
- Финалист Кубка СССР (2): 1945, 1949
- В списке «33-х лучших футболистов страны» один раз. № 1 — 1948 год.
- Чемпион Москвы 1942 (весна) года.

Как игрок в хоккей с мячом
- Чемпион СССР (2): 1951, 1952 годов
- Серебряный призёр чемпионата СССР: 1954
- Лучший бомбардир чемпионатов СССР: 1951 (11 мячей) и 1952 (11 мячей) годов.
- Обладатель Кубка СССР (8): 1941, 1947, 1949, 1950, 1951, 1952, 1953, 1954

Как игрок в хоккей с шайбой
- Чемпион СССР 1947 года

## Награды и звания
- Заслуженный мастер спорта СССР (1945 год).
- Заслуженный тренер РСФСР (1963 год).

## Киновоплощения
- Михаил Химичев — «Лев Яшин. Вратарь моей мечты», 2019 год.